# Eburia submutata
Eburia submutata là một loài bọ cánh cứng trong họ Cerambycidae.